# Objaw Dariera
Objaw Dariera – patologiczny objaw, występujący w mastocytozie. Polega na pojawieniu się pokrzywki lub liniowo ułożonych bąbli wskutek drażnienia skóry w miejscach zmienionych chorobowo.
Mastocytoza, przejawiająca się czerwonobrązowymi zmianami skórnymi, występuje w alergicznych zapaleniach skóry lub przewlekłej białaczce eozynofilowej.